# Igor Morozov (compositeur)
Igor Vladimirovitch Morozov (И́горь Влади́мирович Моро́зов), né le 6/19 mai 1906 à Lougansk dans le gouvernement d'Ekaterinoslav (Russie impériale) et mort à Moscou (URSS) le Modèle:Fate, est un pianiste et compositeur russe et soviétique. Il est lauréat du prix Staline de IIe classe en 1948.

## Biographie
Il est diplômé du teknikum (collège technique) de musique, puis en 1936 du conservatoire de Moscou, dans la classe de composition de Vissarion Chebaline et de direction d'orchestre de Iouri Timofeïev. Pendant ses études de 1932 à 1935, il gagne sa vie en étant pianiste dans des salles de cinéma. En 1937-1938, Morozov dirige la partie musicale du studio central des films documentaires, puis en 1938-1939, l'orchestre d'instruments à vent de l'Académie des ingénieurs de l'Armée de l'air Joukovski.
En 1939-1940, dirige la partie musicale du centre de radiotélévision de Chabolovka à Moscou.
Il meurt en 1970 à Moscou et est  inhumé au cimetière de la Présentation (division n° 29).

## Compositions
- Sonatina, Fugue (1933)
- Quatuor à cordes (1935)
- Symphonie de chambre (1936)
- Suite (1939)
- Prologue d'Octobre (1942)
- deux symphonies (1944, 1959)
- ballet Le Docteur Aïebobo (1947; créé au théâtre d'opéra et de ballet de Novossibirsk)[4]
- Prélude en mémoire de Serge Taneïev (1953)
- suite Le Chemin du chasseur (1953)
- suite Conte héroïque (1957)
- Suite russe (1959)
- byline Yermak (1962)
- Le Docteur Aïebobo et ses amis (1963)
- Conte du temps perdu (1963)
- Andante (1966)
- opéra La Petite Clef d'or (créé en 1972)

## Filmographie
- 1942 — Chéri (Сластёна) (dessin animé)
- 1948 — Le Fusil de chasse (Охотничье ружьё) (dessin animé)
- 1954 — Les Chemins dangereux (Опасные тропы)
- 1955 — Le Mystère de la nuit éternelle (Тайна вечной ночи)
- 1956 — Le Géant de la steppe (Илья Муромец)
- 1959 —  Sampo (Сампо)
- 1961 —  Les Voiles écarlates (Алые паруса)
- 1962 —  Comment j'étais indépendant (Как я был самостоятельным)
- 1964 —  Le Conte du temps perdu (Сказка о потерянном времени)
- 1973 —  Enfance. Adolescence. Jeunesse (Детство. Отрочество. Юность) (film télévisé)

## Distinction
- Prix Staline de IIe classe (1948) pour son ballet Le Docteur Aïbolit, créé en 1947 à Novossibirsk.